# Kevin McKidd
Kevin McKidd (sinh ngày 9 tháng 8 năm 1973) là một nam diễn viên, đạo diễn gốc Scotland.